# メイエレック
名鉄EIエンジニア株式会社は、愛知県名古屋市熱田区にある、名鉄グループの総合技術会社。

## 概要
名鉄の駅業務機器の保守から無人駅システムの開発やコンピュータソフトウェア開発まで幅広く取り扱っている企業である。

## 沿革
- 1966年（昭和41年）12月20日 - 名古屋電気工業株式会社として名古屋鉄道の信号保守部門が分離独立して設立。
- 2003年（平成15年）4月1日 - 名鉄エンジニアリングと名古屋電子エンジニアリングを吸収合併し、社名を株式会社メイエレックに変更。
- 2005年（平成17年）4月 - 名古屋鉄道の保守を請け負っていた部門は一部を除き、名古屋鉄道へ復帰。
- 2018年（平成30年）4月 - 社名を名鉄EIエンジニアに変更。

## 主要事業所
- 本社（愛知県名古屋市熱田区）
- 神宮前事務所（愛知県名古屋市熱田区）
- 一宮事務所（愛知県一宮市）
- 矢作橋事務所（愛知県岡崎市）
- 岐阜支店（岐阜県岐阜市）
- 三重支店（三重県四日市市）
- 静岡支店（静岡県静岡市駿河区）
- 関東事業所（埼玉県さいたま市）